# Fedotovia feti
Fedotovia feti – gatunek pająka z rodziny worczakowatych. Endemit Mongolii.

## Taksonomia
Gatunek ten opisany został po raz pierwszy w 2015 roku przez Aleksandra Fomiczewa i Jurija Marusika na łamach „Zootaxa”. Jako lokalizację typową wskazano Nojon uul w ajmaku południowogobijskim na zachodzie Mongolii. Epitet gatunkowy nadano na cześć Victora Feta.

## Morfologia
Samiec ma ciało długości od 8,6 do 10 mm przy karapaksie długości od 3,9 do 4,8 mm i szerokości od 3 do 3,8 mm, samica zaś ma ciało długości od 9 do 11,7 mm przy karapaksie długości od 3,3 do 4,9 mm i szerokości od 2,7 do 3,8 mm. Karapaks jest jasnobrązowy, spłaszczony, o niewyniesionej części głowowej, w widoku grzbietowym o gruszkowatym obrysie. Oczy pary przednio-środkowej leżą nieco bardziej z przodu niż pary przednio-bocznej. Oczy par środkowych są o połowę mniejsze niż par bocznych i rozmieszczone na planie dłuższego niż szerokiego i najszerszego w tyle czworokąta. Oczy pary tylno-środkowej są jasno ubarwione i nieregularnie trójkątne, a par pozostałych okrągłe i ciemno ubarwione. Szczękoczułki samca są jasnobrązowe, o przedniej krawędzi bruzdy zaopatrzonej w dwa, a tylnej w pięć zębów. Szczękoczułki samicy natomiast są brązowe, o przedniej krawędzi bruzdy zaopatrzonej w dwa, a tylnej w pięć lub sześć zębów. Barwa wargi dolnej, szczęk i sternum jest jasnobrązowa u samca, a brązowa u samicy. Odnóża u samca są żółte, u samicy natomiast żółte z jasnobrązowymi nadstopiami i stopami pary pierwszej i drugiej. Odnóża są dłuższe i chudsze niż u F. uzbekistanica. Opistosoma (odwłok) u samca ma żółtoszary wierzch i kremowy spód, u samicy natomiast cała jest kremowa. U obu płci występują żółte kądziołki przędne. U samca w przedniej części grzbietowej jej strony obecne jest niewielkie skutum.
Genitalia samicy cechują się płytką płciową z wyraźnym, dłuższym niż szerokim, prostokątnawym dołkiem o części tylnej szerszej niż u innych przedstawicieli rodzaju.
Nogogłaszczki samca mają niezmodyfikowane udo i rzepkę, goleń zaopatrzoną w grzbietowo przesuniętą, grubą, krótszą od goleni i w połowie długości zakrzywioną apofizę retrolateralną, prawie prostokątne cymbium z wklęśniętą krawędzią tylno-boczną, długą apofyzę medialną o silnie zakrzywionym wierzchołku oraz półtorakrotnie dłuższy od karapaksu embolus.

## Ekologia i występowanie
Pająk górski, znajdywany na rzędnych od 1600 do 1700 m n.p.m.
Gatunek palearktyczny, endemiczny dla Mongolii, znany z ajmaków ajmaku południowogobijskiego i gobijsko-ałtajskiego.